# 영광의 뒤안길
영광의 뒤안길(Bound For Glory)은 미국에서 제작된 할 애쉬비 감독의 1976년 드라마 영화이다. 데이빗 캐러딘 등이 주연으로 출연하였고 로버트 F. 브럼모프 등이 제작에 참여하였다.

## 출연

### 주연
- 데이빗 캐러딘
- 로니 콕스

### 조연
- 멜린다 딜론
- 게일 스트릭랜드
- 존 렌
- 지 투 컴부카
- 랜디 퀘이드
- 테드 게링
- 제임스 홍
- 제임스 제터
- 리 맥러플린
- 칼 D. 파커
- 델로스 V. 스미스 주니어
- M. 에멧 월쉬

## 제작진
- 원작자: 우디 구스리
- 미술: 마이클 D. 할러
- 의상: 윌리암 웨어 디스